# Малий Бір
Малий Бір (біл. вёска Малы Бор) — село в складі Молодечненського району Мінської області, Білорусь. Село підпорядковане Границькій сільській раді, розташоване в західній частині області.

## Історія
З 1793 після другого розділу Речі Посполитої Малий Бір, як і вся Вілейщина, входила до складу Російської імперії, був утворений Вілейський повіт у складі спочатку Мінської губернії, а з 1843 - Віленської губернії.
У 1921–1945 роках маєток знаходилось у Польщі, у Вільнюськім воєводстві, Вілейського повіту, у гміні Костеневичі.

## Населення
- 1921 рік — 36 людини, 5 будинків[1]
- 1931 рік — 28 людини, 6 будинків[2].